# Marlow Bottom
Marlow Bottom est une paroisse civile et un village du Buckinghamshire, en Angleterre.